# Protocolo Japón-Manchukuo

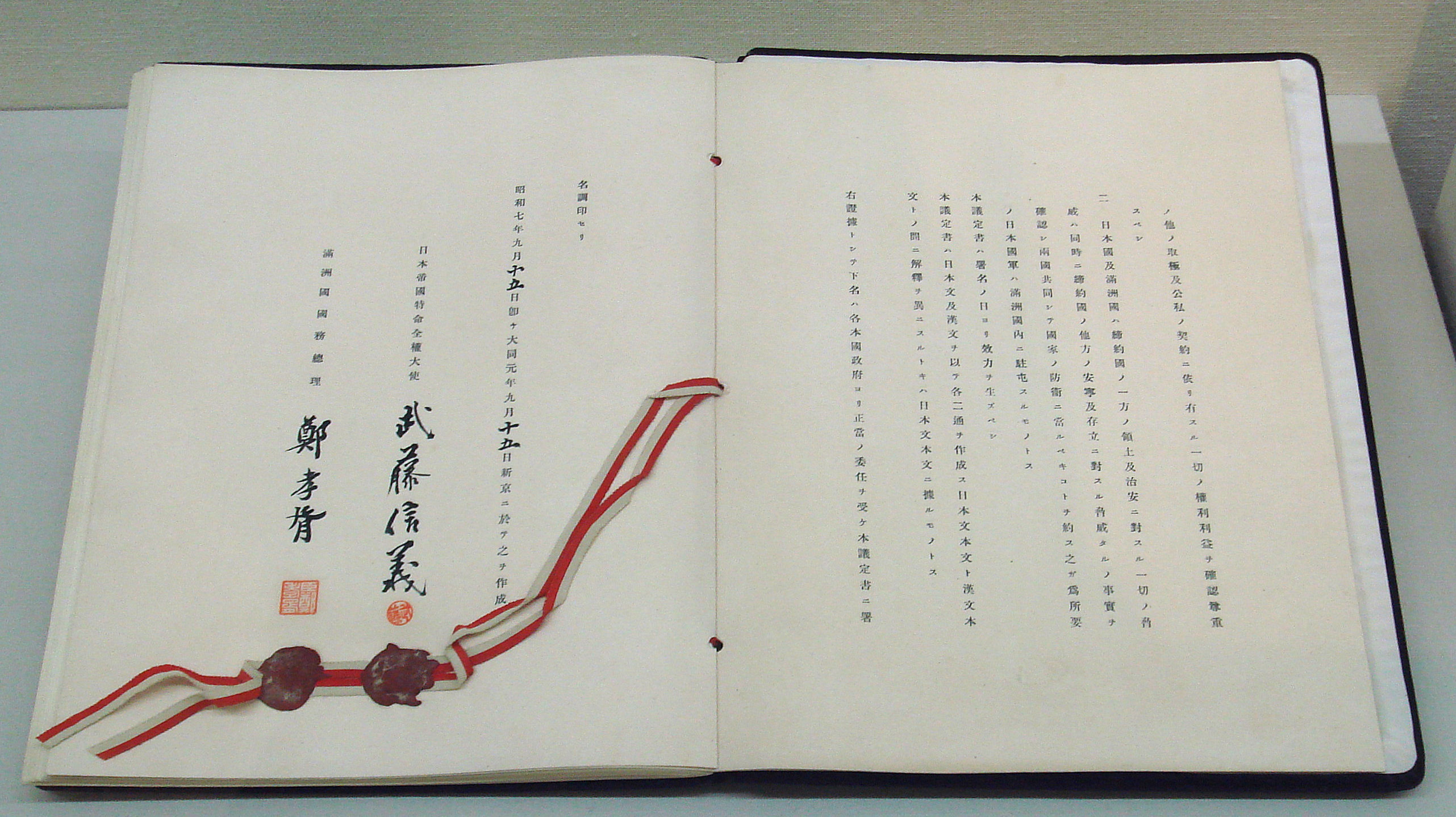
El protocolo Japón-Manchukuo, conservado en la actualidad.

El Protocolo Japón-Manchukuo (日満議定書 Nichiman Giteisho?) fue un tratado diplomático firmado en 1932 entre el Imperio de Japón y el recientemente constituido estado de Manchukuo. A partir del mismo, Manchukuo fue reconocido diplomáticamente por Japón, siendo el primer estado que lo hacía. Sin embargo, el acuerdo también supuso que el nuevo estado de Manchukuo quedase ligado al Imperio japonés y que en la práctica se convirtiese en un estado títere controlado por los japoneses.

## Antecedentes
En septiembre de 1931 se produjo el Incidente de Mukden, a raíz del cual varias unidades del Ejército Imperial Japonés invadieron Manchuria. En poco tiempo las fuerzas niponas ocuparon la mayor parte del territorio sin demasiada dificultad. Sin embargo, pronto se planteó un problema para los políticos y los militares japoneses. El gobierno de Tokio se había opuesto inicialmente a las acciones militares, aunque finalmente las aceptó como un hecho consumado. Por su parte, los militares eran favorables a conservar el control del territorio pero se oponían a la ocupación directa del territorio. Kenji Doihara, un experto en China y en operaciones especiales, sugirió el establecimiento de una Manchuria independiente basada supuestamente en un movimiento independentista local. Aunque el Gobierno japonés inicialmente se opuso a la estratagema de los militares del Ejército de Kwantung y sus dirigentes llegaron a comprometerse con la Sociedad de Naciones a retirarse, el Ejército nipón se impuso y estableció posteriormente el estado de Manchukuo, en febrero de 1932. El antiguo emperador de China, Puyi, se trasladó hasta Manchuria y asumió la jefatura del nuevo estado.

## El Protocolo
La Sociedad de Naciones dudó de la legalidad del establecimiento de Manchukuo, así como de los hechos que habían llevado a su independencia. Por ello, creó la Comisión Lytton para que esta realizase las investigaciones pertinentes y emitiera un informe. Se esperaba que este se hiciera público el 2 de octubre de 1932.

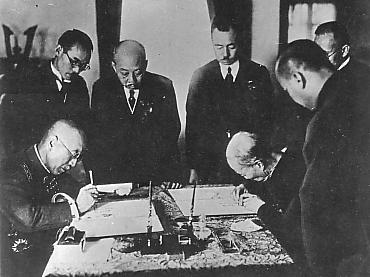
Momento de la firma del protocolo.

En previsión de esto, los japoneses se adelantaron para así crear un hecho consumado. El Protocolo entre Japón y Manchukuo fue firmado el 15 de septiembre de 1932, siendo suscrito por el primer ministro manchú Zheng Xiaoxu —en representación de Manchukuo— y por el general Nobuyoshi Mutō —en representación de Japón—. Zheng Xiaoxu en un principio había mostrado muchas reservas para firmar el acuerdo y llegó a enfrentarse con algunos funcionarios japoneses, aunque finalmente terminó por suscribir el documento. La firma del mismo supuso el reconocimiento inmediato de Manchukuo por parte de Japón. Desde China la firma del tratado suscitó la denuncia de la implantación de un protectorado de facto paso previo de una anexión, de forma similar a la de Corea.
A cambio del reconocimiento de su soberanía, Manchukuo se comprometía a permitir el estacionamiento de tropas japonesas en su territorio en tanto que fuese necesario para preservar la seguridad nacional de Manchukuo. Sin embargo, un protocolo secreto —que ya había sido firmado por Puyi el 6 de marzo de 1932— dio a los japoneses numerosas ventajas y prerrogativas:
- Manchukuo dependería de Japón para cuestiones defensivas y de orden público, y pagaría los costes que se derivasen de ello.
- Manchukuo aceptaría la supervisión japonesa de los medios de transporte, y la construcción de cuantas carreteras estimasen necesario los militares nipones.
- Manchukuo proporcionaría al Ejército japonés todas aquellas facilidades que los militares nipones estimasen.
- El Ejército de Kwantung tendría plenos poderes para el nombramiento y/o destitución de funcionarios japoneses en las administraciones local y central de Manchukuo.

Aunque se creó un nuevo Ejército de Manchukuo, la defensa del país quedó a cargo de las Fuerzas armadas de Japón. El tratado —y el protocolo secreto— fueron un reflejo de la dependencia de Manchukuo respecto al Imperio de Japón, y de que el estado manchú no podría existir sin la protección japonesa, como de hecho acabaría ocurriendo en 1945 tras la invasión soviética de Manchuria.